# Ad ogni costo (film 2010)
Ad ogni costo è un film del 2010 diretto da Davide Alfonsi e Denis Malagnino.
Il film è stato presentato nella sezione EXTRA al Festival Internazionale del Film di Roma 2010.